# Winckelmann-Gymnasium

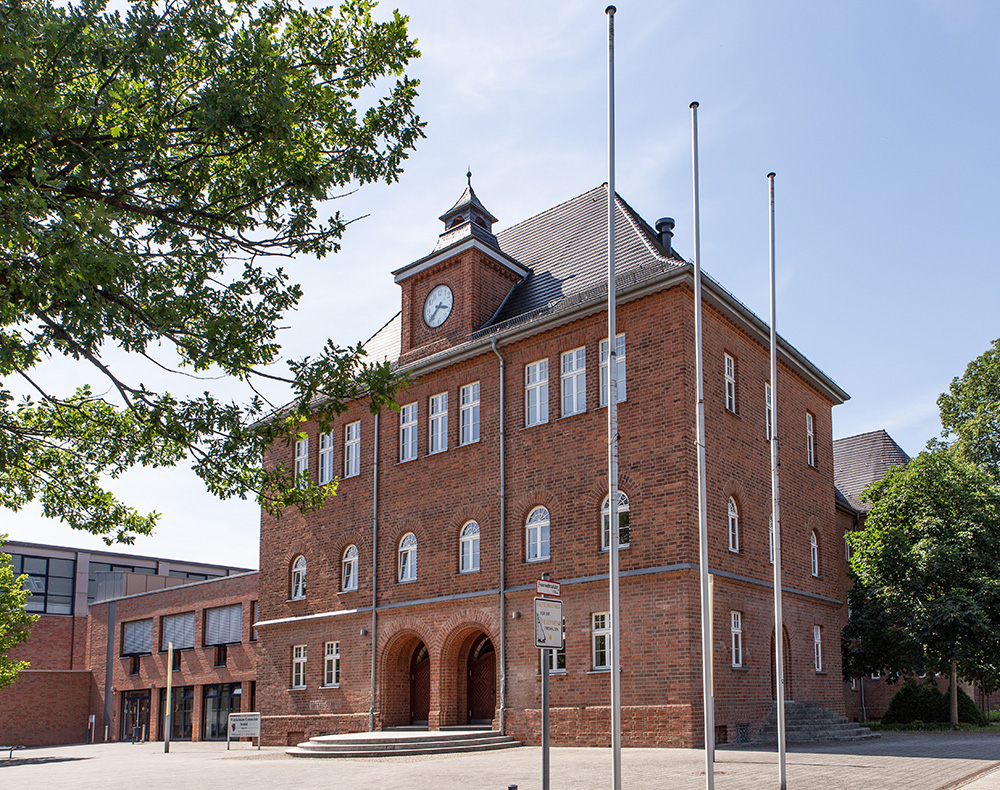
Winckelmann-Gymnasium, Haus B

Das Winckelmann-Gymnasium umfasst nach der Fusion mit dem ehemaligen Hildebrand-Gymnasium drei Gebäude und trägt laut Beschluss der Gesamtkonferenz nach einer Übergangszeit wiederum den Namen „Winckelmann-Gymnasium Stendal“.
Es ist das einzige öffentliche Gymnasium in der altmärkischen Stadt Stendal (Landkreis Stendal, Sachsen-Anhalt). Es gehört zu den traditionsreichen und alten deutschen Gymnasien und wurde nach Johann Joachim Winckelmann benannt.

## Allgemeines
1938 erhielt das fast 700 Jahre alte städtische Gymnasium anlässlich der 600-Jahr-Feier den Namen „Winckelmannschule“. In der DDR trug sie den Namen „EOS Winckelmannschule“.
Im September 2022 wurden „Winckelmann-Gymnasium“ und „Hildebrand-Gymnasium“ zum „Gymnasialen Standort Mönchskirchhof“ zusammengelegt. Die Gesamtkonferenz aus Lehrern, Schülern und Eltern beschloss, dass der Name „Winckelmann-Gymnasium“ beibehalten werden solle, dem stimmte der Kreistag im Dezember 2022 zu.
Aktuell werden dort knapp 900 Schülerinnen und Schüler in 25 Klassen an drei Standorten unterrichtet (Stand 2022).

## Gebäude
Das Gymnasium nutzt heute drei benachbarte Schulgebäude. Am Westwall 26 steht das „Haus Winckelmann“ (Hauptgebäude). Es beherbergt die Schulleitung, die Bibliothek und die Klassenstufen 9 bis 12. Im „Haus Goethe“, der ehemaligen Mittelschule (Moltkestraße 32), sind die Klassenstufen 5 bis 7 mit der schulfachlichen Koordinatorin untergebracht. Das im Jahr 2022 durch Fusion der Schulen hinzugekommene „Haus Hildebrand“ des ehemaligen Hildebrand-Gymnasiums nahm einen Teil der 7. sowie sämtliche 8. Klassen auf. Da es zurzeit renoviert wird, und damit im gesamten Gebäude kein Unterricht möglich ist, werden die Klassen in Containern unterrichtet, die zum Teil auf dem Schulhof des zu renovierenden Gebäudes stehen.
Alle drei Gebäude stehen unter Denkmalschutz.

## Geschichte

### Winckelmannplatz (Lateinschule)
Im Jahre 1338 hatten die Stendaler Ratsherren eine städtische Lateinschule gegründet, in einer harten Auseinandersetzung mit der Kirche. Das Schulhaus befand sich auf dem damaligen Johanniskirchhof, dem heutigen Winckelmannplatz. Irgendwann war die Schule zu klein und auch baufällig geworden.

### Brüderstraße 16 (Lateinschule)

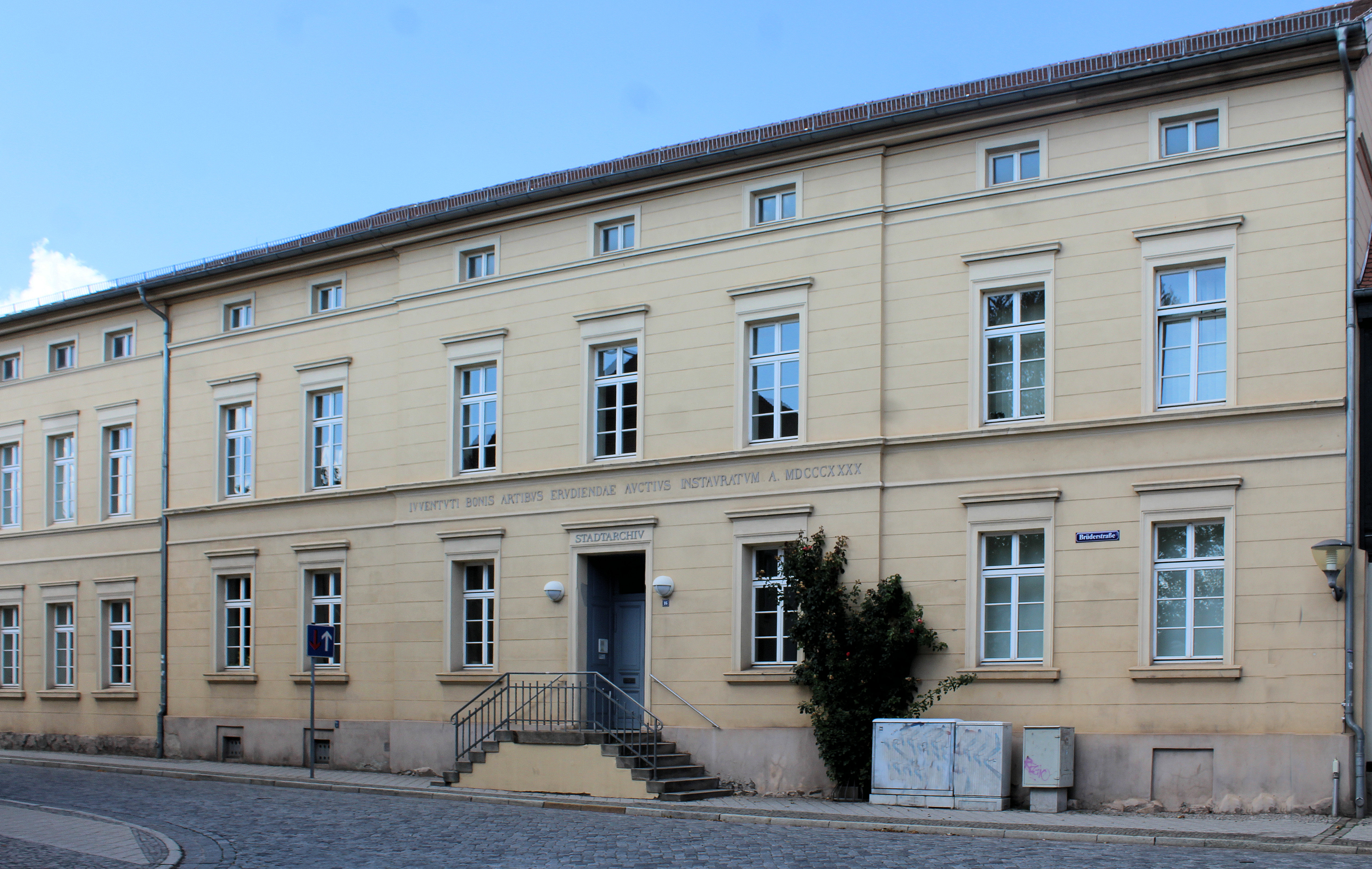
Ehemalige Lateinschule (Stadtarchiv)

So zog man 1540 „provisorisch“ in die Ruine des Klosters der Franziskaner am Mönchskirchhof, von dem noch das Refektorium steht, das heute von der Stadtbibliothek Stendal genutzt wird. Johann Joachim Winckelmann war von 1727 bis 1735 Schüler dort. 1784 wurde die Ruine nach 244 Jahren abgerissen und man errichtete aus dem Abrissmaterial an der gleichen Stelle ein eingeschossiges Bauwerk, das später aufgestockt wurde.
Das Gebäude nutzt heute das Stadtarchiv Stendal.

### „Haus Winckelmann“ – Westwall 26 (Hauptgebäude)
Das Hauptgebäude, gegenüber der alten Schule am Mönchskirchof gelegen, wurde 1898 eingeweiht und war bis Mitte der 1970er Jahre für die Winckelmannschule verwendet worden, dann nach 1990 für das Gymnasium.

### „Haus Goethe“ – Moltkestraße 32 (Mittelschule)
Das Gebäude wurde 1919 als Knaben-Mittelschule eröffnet. 1945 wurde es als Lazarett genutzt, im November 1945 wurde es als Grundschule unter dem Namen „Comenius-Schule“ in der Ernst-Thälmann-Straße wieder eröffnet. 1953 wurde das Gebäude von der sowjetischen Garnison beschlagnahmt. Es diente als „Haus der Offiziere“ mit Russenmagazin und als Schule für die Kinder der Offiziere aus den Garnisonen Stendal und Mahlwinkel. Nach 1990 kam das Gebäude zum Gymnasium.

### „Haus Hildebrand“ – Mönchskirchhof 2e (Hildebrandschule)

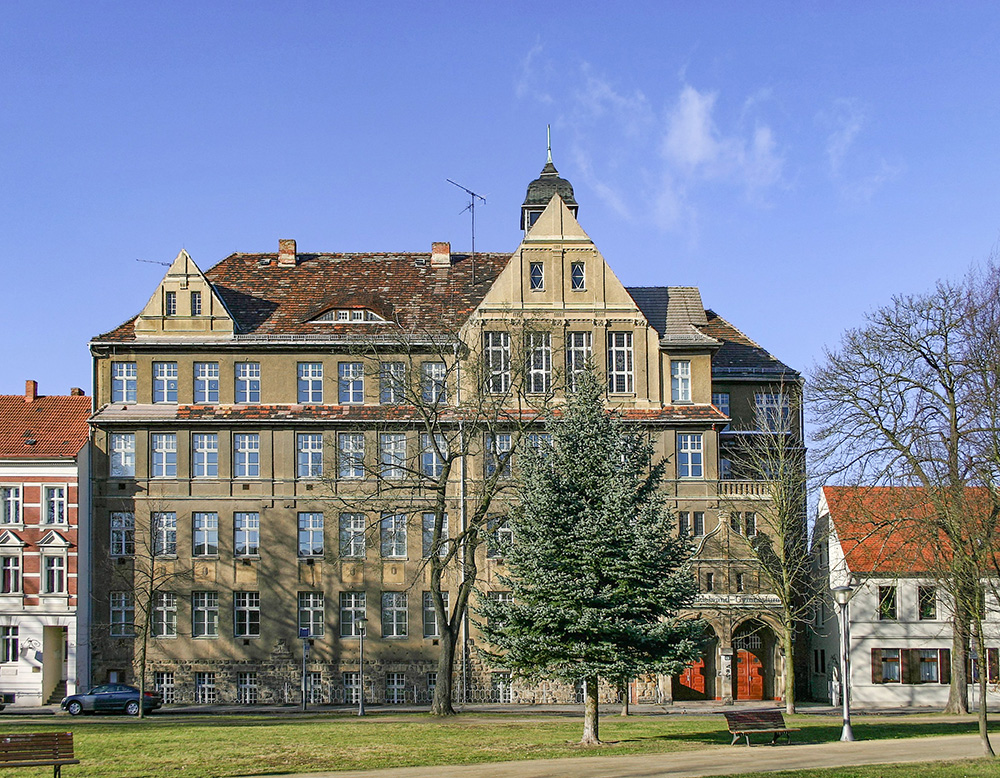
Mönchskirchhof 2e

Das Gebäude wurde 1911 als Mädchenschule (Volksschule) errichtet. 1948 bekam die Schule den Namen „Rudolf Hildebrand“, 1960 wurde aus der Volksschule eine Polytechnische Oberschule. Nach 1990 entstand das Hildebrand-Gymnasium. Es wurde im September 2022 mit dem Winckelmann-Gymnasium zum „Gymnasialen Standort Mönchskirchhof“ zusammengeschlossen.

### Stadtseeallee 51 (EOS)
Mitte der 1970er Jahre entstand ein Schulneubau für die Erweiterte Oberschule (EOS) Winckelmannschule in der heutigen Stadtseeallee 51, der 2006 aufgegeben und abgerissen wurde. Aus dieser EOS entstand nach 1990 das Winckelmann-Gymnasium.

## Persönlichkeiten

### Bekannte Schüler
- Gustav Nachtigal (1834–1885), Afrikaforscher
- Otto Schoetensack (1850–1912), Anthropologe und Paläontologe
- Franz Neubauer (1862–nach 1918), sächsischer Generalmajor
- Steffen Große (* 1967), Politiker

### Bekannte Lehrer
- Christoph Friedrich Ferdinand Haacke (1781–1855), von 1805 bis 1854 Schulleiter
- Ernst Glaser-Gerhard (1891–1973), bis 1942 Oberstudiendirektor

## Förderverein
Der „Freundeskreis des Winckelmann-Gymnasiums Stendal“ unterstützt die Schule. Er besteht aus ehemaligen Schülern, deren Eltern und Lehrern und veröffentlicht seit 1938 die „Winckelmann-Blätter“.